# Umfredo Plantageneto, duca di Gloucester
Umfredo Plantageneto, duca di Gloucester (Londra, 3 ottobre 1390 – Bury St Edmunds, 23 febbraio 1447), è stato un principe inglese.

Stemma di Umfredo Plantageneto

Fu "figlio, fratello e zio di re", essendo il quarto e più giovane figlio di re Enrico IV d'Inghilterra dalla prima moglie, Maria di Bohun, fratello di re Enrico V d'Inghilterra, e zio del figlio di questi, re Enrico VI d'Inghilterra.
Umfredo Plantageneto nacque un luogo imprecisato da Enrico IV d'Inghilterra e da Maria di Bohun che perse ad appena quattro anni. Crescendo divenne il prototipo della figura romantica dell'epoca, ardito coraggioso, istruito, fu anche uno dei primi principi ad avvicinarsi alla cultura rinascimentale e ad assomigliare al modello di nobile che sarebbe stato elaborato dal Rinascimento. Umfredo si dimostrò anche un discreto diplomatico.

## Biografia
Era il quarto figlio del re Enrico IV d'Inghilterra e Maria di Bohun.
Mentre i suoi fratelli maggiori si dedicarono alle armi e combatterono al confine gallese e scozzese, Umfredo si dedicò allo studio.
Dopo la morte del padre, fu creato duca di Gloucester nel 1414 e lord ciambellano e prese il suo seggio in Parlamento. Nel 1415 divenne membro del Consiglio privato.
Durante le campagne di suo fratello Enrico V in Francia, Umfredo si guadagnò il successo come comandante. La sua conoscenza sulla guerra d'assedio, maturata con gli studi classici, contribuì alla caduta di Honfleur.
Durante la battaglia di Agincourt rimase ferito; nel cadere il re riparò il suo corpo, e resistette ad un assalto della cavalleria francese. Umfredo e suo fratello, il duca di Clarence, condussero un'inchiesta dei Lord per provare l'accusa di alto tradimento nei confronti di Riccardo Plantageneto, III conte di Cambridge, per alto tradimento.
Per i suoi servigi, fu nominato Connestabile di Dover, Lord guardiano dei cinque porti e Luogotenente del re.
La sua permanenza nel governo fu costellata di successi. Questo periodo iniziò con la missione di pace dell'imperatore Sigismondo, l'unica visita di un imperatore medioevale in territorio inglese. A Dover secondo le "cronache di Holinshed" Umfredo fu l'attore principale di una cerimonia simbolica. Accolse infatti sulla battigia con la spada in mano l'imperatore "estorcendogli" simbolicamente la rinuncia alle sue prerogative di dominio sul re d'Inghilterra prima di permettergli lo sbarco la sera del 1 maggio 1416.
Il trattato di "amicizia eterna", firmato a Canterbury il 15 agosto servì solo a rinnovare l'ostilità della Francia.
Alla morte del fratello Enrico V nel 1422, Umfredo Plantageneto divenne Lord Protettore del suo giovane nipote Enrico VI; dopo la morte dell'altro fratello Giovanni Plantageneto, I duca di Bedford, rivendicò il diritto alla reggenza d'Inghilterra. Le rivendicazioni di Umfredo vennero fortemente contestate dai Lords del consiglio del re, in particolare dal cardinale Henry Beaufort. Le volontà di Enrico V, scoperte a Eton College nel 1978, erano in realtà proprio a favore del fratello Umfredo.
Nel 1436 Filippo, duca di Borgogna, attaccò Calais. Umfredo fu nominato comandante della guarnigione.
Umfredo Plantageneto era molto popolare tra i cittadini di Londra e dei Comuni. Aveva anche la fama di patrono delle scienze e delle arti. La sua popolarità con il popolo e la sua capacità di mantenere la pace gli valsero la nomina di Giudice Capo del South Wales. Dal 1438 al 1446 ebbe come suo segretario Antonio Beccaria, che tradusse per il duca numerose opere dal greco.
Tuttavia, il suo matrimonio con Eleonora Cobham era malvisto e divenne causa della caduta del Duca. Eleonora venne arrestata e processata per stregoneria ed eresia nel 1441 e Umfredo Plantageneto dovette ritirarsi dalla vita pubblica. Egli stesso fu arrestato con l'accusa di tradimento il 20 febbraio 1447. Morì tre giorni dopo a Bury St Edmunds nel Suffolk e fu sepolto nella Cattedrale di St Albans. A quel tempo si sospettò che fosse stato avvelenato, anche se è più probabile che sia morto in seguito a ictus.
Umfredo Plantageneto è ricordato anche per aver iniziato la costruzione del Palace of Placentia lungo il Tamigi. Fu inoltre un mecenate e protettore dell'Università di Oxford donandole oltre 280 manoscritti all'Università. In ricordo della donazione è rimasta la Biblioteca del Duca Humfrey, la più antica sala di lettura della Biblioteca Bodleiana presso l'Università di Oxford.
Amante della letteratura, fu protettore del poeta John Lydgate e John Capgrave ed ebbe una fitta corrispondenza con gli umanisti italiani a cui commissionava la traduzione dei classici latini e greci. La sua amicizia con Zano Castiglione, vescovo di Bayeux, lo portò a corrispondere con altri umanisti come Leonardo Bruni, Pier Candido Decembrio e Tito Livio Frulovisi.
Shakespeare riprese il suo personaggio trasformandolo in una figura tragica nell'Enrico VI, parte I e nell'Enrico VI, parte II.

## Matrimoni e figli
Nel 1422 sposò Giacomina di Hainaut, contessa di Hainaut e Olanda e figlia di Guglielmo II di Baviera-Straubing. Con il matrimonio Umfredo ricevette il titolo di conte d'Olanda, Zelanda e Hainaut. Titolo che gli venne contestato dal cugino della moglie, Filippo di Borgogna. Umfredo e Giacomina ebbero un solo figlio nato morto nel 1424.
Il matrimonio fu annullato nel 1428 e Giacomina morì nel 1436.
Nel frattempo Umfredo si risposò con la sua amante, Eleonora Cobham che nel 1441 venne processata e condannata per aver praticato stregoneria contro il re, nel tentativo di far mantenere il potere al marito. 
La coppia ebbe due figli:
- Arthur di Gloucester (?-1447)
- Antigone di Gloucester, che sposò Henry Grey, secondo conte di Tankerville e signore di Powys e poi Giovanni d'Amancier.

## Ascendenza
|                                            |                  |                                          | Genitori                                    |  |  | Nonni |  |  | Bisnonni                  |  |  | Trisnonni                |  |
|                                            |                  |                                          |                                             |  |  |       |  |  | Edoardo III d'Inghilterra |  |  | Edoardo II d'Inghilterra |  |
|                                            |                  |                                          |                                             |  |  |       |  |  | Edoardo III d'Inghilterra |  |  | Edoardo II d'Inghilterra |  |
|                                            |                  | Isabella di Francia                      |                                             |  |  |       |  |  | Edoardo III d'Inghilterra |  |  |                          |  |
| Giovanni Plantageneto, I duca di Lancaster |                  |                                          |                                             |  |  |       |  |  | Edoardo III d'Inghilterra |  |  |                          |  |
|                                            |                  | Filippa di Hainaut                       | Guglielmo I di Hainaut                      |  |  |       |  |  |                           |  |  |                          |  |
|                                            |                  | Filippa di Hainaut                       | Guglielmo I di Hainaut                      |  |  |       |  |  |                           |  |  |                          |  |
|                                            |                  | Filippa di Hainaut                       | Giovanna di Valois                          |  |  |       |  |  |                           |  |  |                          |  |
| Enrico IV d'Inghilterra                    |                  | Filippa di Hainaut                       |                                             |  |  |       |  |  |                           |  |  |                          |  |
|                                            |                  | Enrico Plantageneto, I duca di Lancaster | Enrico Plantageneto, III conte di Lancaster |  |  |       |  |  |                           |  |  |                          |  |
|                                            |                  | Enrico Plantageneto, I duca di Lancaster | Enrico Plantageneto, III conte di Lancaster |  |  |       |  |  |                           |  |  |                          |  |
|                                            |                  | Enrico Plantageneto, I duca di Lancaster | Maud Chaworth                               |  |  |       |  |  |                           |  |  |                          |  |
| Bianca di Lancaster                        |                  | Enrico Plantageneto, I duca di Lancaster |                                             |  |  |       |  |  |                           |  |  |                          |  |
|                                            |                  | Isabella di Beaumont                     | Enrico di Beaumont                          |  |  |       |  |  |                           |  |  |                          |  |
|                                            |                  | Isabella di Beaumont                     | Enrico di Beaumont                          |  |  |       |  |  |                           |  |  |                          |  |
|                                            |                  | Isabella di Beaumont                     | Alice Comyn                                 |  |  |       |  |  |                           |  |  |                          |  |
| Umfredo Plantageneto                       |                  | Isabella di Beaumont                     |                                             |  |  |       |  |  |                           |  |  |                          |  |
|                                            | William di Bohun | Umfredo di Bohun, IV conte di Hereford   |                                             |  |  |       |  |  |                           |  |  |                          |  |
|                                            | William di Bohun | Umfredo di Bohun, IV conte di Hereford   |                                             |  |  |       |  |  |                           |  |  |                          |  |
|                                            | William di Bohun | Elisabetta di Rhuddlan                   |                                             |  |  |       |  |  |                           |  |  |                          |  |
| Umfredo di Bohun                           | William di Bohun |                                          |                                             |  |  |       |  |  |                           |  |  |                          |  |
|                                            |                  | Elisabetta di Badlesmere                 | Bartholomew de Badlesmere                   |  |  |       |  |  |                           |  |  |                          |  |
|                                            |                  | Elisabetta di Badlesmere                 | Bartholomew de Badlesmere                   |  |  |       |  |  |                           |  |  |                          |  |
|                                            |                  | Elisabetta di Badlesmere                 | Margherita de Clare                         |  |  |       |  |  |                           |  |  |                          |  |
| Maria di Bohun                             |                  | Elisabetta di Badlesmere                 |                                             |  |  |       |  |  |                           |  |  |                          |  |
|                                            |                  | Richard FitzAlan                         | Edmund FitzAlan                             |  |  |       |  |  |                           |  |  |                          |  |
|                                            |                  | Richard FitzAlan                         | Edmund FitzAlan                             |  |  |       |  |  |                           |  |  |                          |  |
|                                            |                  | Richard FitzAlan                         | Alice de Warenne                            |  |  |       |  |  |                           |  |  |                          |  |
| Joan FitzAlan                              |                  | Richard FitzAlan                         |                                             |  |  |       |  |  |                           |  |  |                          |  |
|                                            |                  | Eleonora di Lancaster                    | Enrico Plantageneto, III conte di Lancaster |  |  |       |  |  |                           |  |  |                          |  |
|                                            |                  | Eleonora di Lancaster                    | Enrico Plantageneto, III conte di Lancaster |  |  |       |  |  |                           |  |  |                          |  |
|                                            |                  | Eleonora di Lancaster                    | Maud Chaworth                               |  |  |       |  |  |                           |  |  |                          |  |
|                                            |                  | Eleonora di Lancaster                    |                                             |  |  |       |  |  |                           |  |  |                          |  |